# Phalaba fusca
Phalaba fusca är en kräftdjursart som beskrevs av Gustav Budde-Lund 1910. Phalaba fusca ingår i släktet Phalaba och familjen Trachelipodidae. Inga underarter finns listade i Catalogue of Life.